# Дикмен (парк)
Дикме́н (тур. Dikmen Vadisi) — анкарский парк, расположенный в районе Чанкая.

## История
До создания парка местность была пустырём, позже подверглась незаконной застройке. Население Анкары быстро росло, и к 1970-м годам вокруг долины появились современные кварталы. Начиная с 1990-х годов, муниципалитет Анкары решил создать зону отдыха в долине. Местные жители согласовали план эвакуации деревни и создания зоны отдыха. Начался «Проект городской трансформации и развития долины Дикмен» — трущобы поэтапно сносили, а местность преобразовывали. Он стал стал первым проектом городской трансформации, подготовленным для трущоб Турции.
8 мая 2015 года сотрудники посольства России в Турции под руководством посла А. Г. Карлова совместно с сотрудниками посольств других стран СНГ и представителями мэрии Анкары посадили в парке берёзовую аллею в честь 70-летия Победы над фашизмом во Второй мировой войне.
В 2018 году в парке прошло шествие Бессмертного полка.

## Зона отдыха
Общая площадь парка — 70,7 га (175 акров). Примерно 15 % парка занимает пруд. Остальная территория приходится на 120 000 растений, представителей 40 разных видов. Есть 3 искусственных водопада.
В парке есть кафе, рестораны, два спортивных центра, смотровая терраса, скалодром, детская площадка в виде деревни, 2 мечети, 2 сцены, а также пешеходная тропа длиной 3 км.